# 哈芬洛尔
哈芬洛尔是德国巴伐利亚州的一个市镇。总面积11.33平方公里，总人口1851人，其中男性933人，女性918人（2011年12月31日），人口密度163人/平方公里。